# بردفیلد (اسکس)
بردفیلد (به انگلیسی: Bradfield) یک روستا و محله مدنی در بریتانیا است که در Tendring واقع شده‌است. بردفیلد ۱٬۱۱۲ نفر جمعیت دارد.